# Contea di Mecosta
La contea di Mecosta, in inglese Mecosta County, è una contea dello Stato del Michigan, negli Stati Uniti. La popolazione al censimento del 2000 era di 40 553 abitanti. Il capoluogo di contea è Big Rapids.